# Paraphasiopsis trinitatis
Paraphasiopsis trinitatis là một loài ruồi trong họ Tachinidae.